# Andrej Jevgenyjevics Lunyov
Andrej Jevgenyjevics Lunyov (oroszul: Андрей Евгеньевич Лунёв; Moszkva, 1991. november 13. –) orosz válogatott labdarúgó, a Bayer Leverkusen játékosa.

## Pályafutása

### Klubcsapatban
2009 és 2015 között a Torpedo Moszkva, az Isztra és a Kaluga, valamint a Szaturn Moszkovszkaja csapataiban szerepelt. 2015. július 29-én egy éves szerződést kötött az Ufa csapatával. 2016. december 23-án 4 és fél éves szerződést írt alá a Zenyit Szankt-Petyerburg klubjával. 2021. július 10-én aláírt a német Bayer Leverkusen csapatához két évre.

### A válogatottban
2017. október 10-én mutatkozott be a válogatottban Irán elleni felkészülési találkozón. Bekerült a hazai rendezésű 2018-as labdarúgó-világbajnokságon részt vevő orosz keretbe. 2021. május 11-én a 2020-as labdarúgó-Európa-bajnokságra készülő 30 fős bő keret tagja volt, de a végleges 26 fős keretbe már nem került be.

## Statisztika
| Válogatott  | Szezon   | Mérk. | Gól |
| ----------- | -------- | ----- | --- |
| Oroszország | 2017     | 2     | 0   |
| Oroszország | 2018     | 5     | 0   |
| Oroszország | 2019     | 0     | 0   |
| Oroszország | 2020     | 0     | 0   |
| Oroszország | 2021     | 0     | 0   |
| Összesen    | Összesen | 7     | 0   |